# Ganassi (Lanao del Sur)
Ganassi ist eine philippinische Stadtgemeinde in der Provinz Lanao del Sur. Sie hat 23.016 Einwohner (Zensus 1. August 2015).

## Baranggays
Ganassi ist administrativ in 32 Baranggays unterteilt.
| - Bagoaingud - Balintad - Barit - Bato Batoray - Campong a Raya - Gadongan - Gui - Linuk - Lumbac - Macabao - Macaguiling | - Pagalongan - Panggawalupa - Pantaon A - Para-aba - Pindolonan - Poblacion - Baya - Sogod Madaya - Tabuan - Taganonok - Taliogon | - Masolun - Lumbacaingud - Sekun Matampay - Dapaan - Balintad A - Barorao - Campong Sabela - Pangadapun - Pantaon - Pamalian |